# Batalla de Terol
La batalla de Terol fou el conjunt d'operacions militars que, durant la Guerra Civil espanyola, van tenir lloc entre el 15 de desembre del 1937 i el 7 de gener de 1938 a la ciutat de Terol i els seus voltants.

## Antecedents
Les operacions militars del bàndol franquista havien aconseguit el control del nord d'Espanya i diverses divisions es preparaven per a un atac definitiu sobre Madrid. A principis de desembre del 1937, l'alt comandament franquista planejava l'ofensiva en el centre i va reforçar el seu front nord-est amb bombardejos sistemàtics dels aeròdroms de l'Aragó, obtenint el control total de l'aire en la zona de Guadalajara.
D'altra banda, el comandament republicà havia aconseguit informació fidedigna d'un avanç cap a Madrid preparat per al 18 de desembre. Després dels fracassos de Belchite i Brunete, la falta de resposta suposaria una derrota imminent en tots els fronts i Catalunya quedaria al descobert.
Durant la primera quinzena del mes, l'Exèrcit Republicà va acumular homes i material entorn de Terol, principalment pel sud, i per la zona del riu Alfambra. El front, amb forma de tascó, tenia uns 60 km. Prèviament, havien estat acumulats efectius en la província de Saragossa dintre del pla avortat de llançar una ràpida ofensiva sobre Extremadura i partir la zona controlada pels franquistes.

## Els combatents
L'exèrcit republicà era sota les ordres de Juan Hernández Saravia, el qual l'havia reorganitzat quasi des dels inicis. Entre els oficials sota les seves ordres hi havia el comandant comunista Enrique Líster, home capaç i de confiança. La seva Divisió fou escollida per llençar el primer atac. El cop de mà sobre Terol seria una operació suportada només per tropes espanyoles, sense l'assistència de les Brigades Internacionals. L'exèrcit republicà de Llevant havia de conduir la part fonamental de l'atac, amb el suport de l'exèrcit de l'est. Les forces republicanes sumaven aproximadament uns 100.000 homes.
El coronel Domingo Rey d'Harcourt era el comandant franquista de Terol quan s'inicià la batalla. A l'avançada de Terol dins el territori republicà hi havia uns 9.500 defensors, entre els que s'hi comptaven molts civils. Després d'haver començat l'atac, Rey d'Harcourt acabà consolidant les forces que li restaven per defensar la ciutat. La guarnició franquista de Terol comprenia entre 2.000 i 6.000 homes, segons diverses estimacions. Algun historiador la quantifica en uns 4.000 homes, la meitat dels quals devien ser civils.

## Batalla

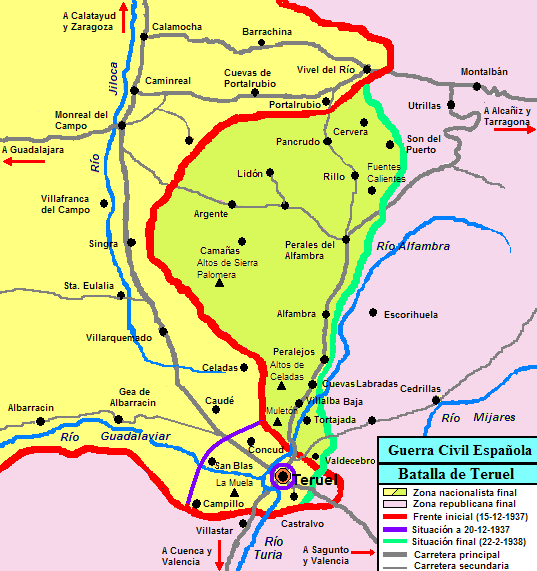
La línia roja al mapa assenyala l'inici de la batalla. La línia violeta marca el front el 20 de desembre amb Terol assetjada pels republicans. La línia verda dibuixa el front al final de la batalla.

La Divisió de Líster va atacar Terol en mig d'una nevada, el 15 de desembre del 1937, sense preparació artillera o aèria prèvies. Líster i el seu comandant el Coronel Enrique Fernández Heredia moveren les tropes per mirar d'encerclar Terol. Prengueren immediatament el poble de La Muela i a la tarda, encerclaren la ciutat. Rey d'Harcourt concentrà les seves forces a l'interior de la ciutat i el dia 17 deixà d'intentar de mantenir l'equilibri de forces a La Muela. El dia 22 els republicans aconseguien ocupar una part de la ciutat, però no van fer cap més avenç durant la setmana següent. Francisco Franco decidí finalment, el 23 de desembre, d'enviar reforços a Terol, convençut que políticament no era convenient que una capital de província pogués caure en mans republicanes i determinat a no fer cap concessió a l'enemic. Franco havia tot just iniciat una gran ofensiva sobre Guadalajara i donar suport a Terol va comportar abandonar l'ofensiva i el disgust dels seus aliats italians i alemanys. L'ajut franquista de Terol també demostra que Franco rebutjava la idea d'un acabament fulminant de la guerra i acceptava un llarg enfrontament on aconseguís la victòria gràcies al pes de l'armament i de l'ajuda estrangera

## L'avenç republicà i el setge

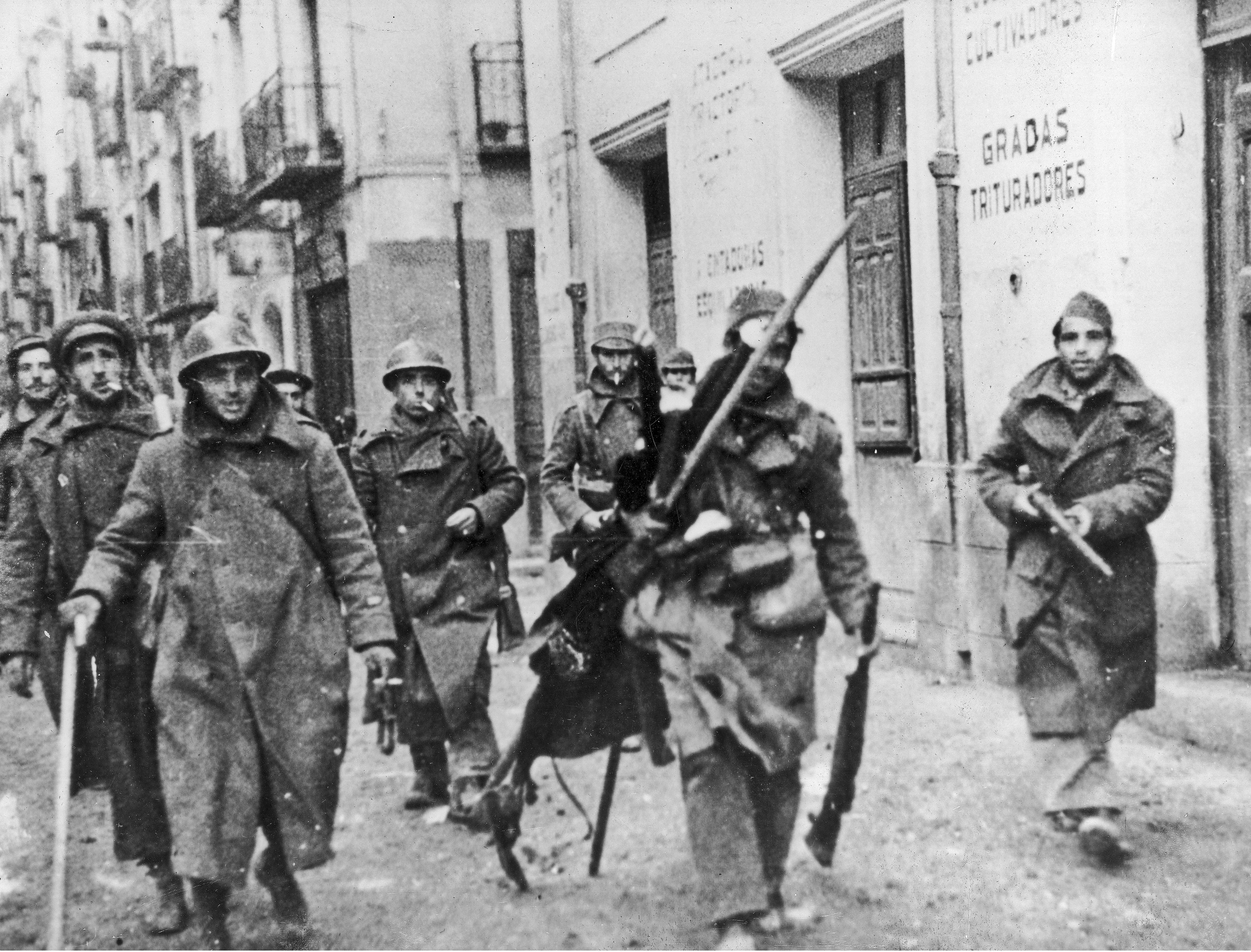
Soldats republicans avançant pels carrers de la ciutat.

El 21 de desembre, les forces republicanes entraven a la ciutat. L'escriptor i periodista Ernest Hemingway, juntament amb dos periodistes més (un d'ells, Herbert Matthews, com a corresponsal del New York Times), acompanyaren les tropes assaltants en l'entrada a Terol. El comandant franquista Rey d'Harcourt, tanmateix, concentrà les tropes que li restaven en un darrer punt de resistència al sud de la ciutat. El dia de Nadal, els franquistes encara controlaven un sector de la ciutat a partir de quatre punts claus: l'edifici del Govern Civil, el del Banc d'Espanya, el convent de Santa Clara i el Seminari. La mateixa Ràdio Barcelona anuncià que Terol havia caigut, però Rey d'Harcourt i els 4.000 homes que resten de la guarnició de Terol encara resistien. El setge continuà amb lluita cos a cos i edifici per edifici, amb grans pèrdues humanes per les dues parts. Els republicans castigaven intensament els edificis amb l'artilleria i després els assaltaven amb la baioneta.
Els últims bastions franquistes es van rendir al començament de 7 de gener de 1938 i les tropes republicanes van passar a la defensiva enfront a la cada vegada més intensa contraofensiva dels exèrcits franquistes.

## Conseqüències
Rendida Terol, les tropes franquistes van llançar un contraatac pel nord cap a l'Alto de Celadas y El Muletón, que dominen la vall del riu Alfambra. El dia 17 de gener, els nacionals trenquen les línies republicanes i amenacen de tallar la carretera d'Alcanyís, enmig d'una sèrie de tenaços combats aeris. Les Brigades Internacionals de la 35a Divisió van al lloc per aturar les tropes revoltades manades pel general Antonio Aranda.
No obstant això, aquest mateix dia s'estanca l'ofensiva dels nacionals, a causa del clima extremadament fred, que impedeix mobilitzar tropes al muntanyenc terreny de la província de Terol. Els comandaments revoltats aprofiten el descans per establir el seu pla d'atac contra la conca del riu Alfambra, amb la finalitat de trencar la resistència republicana i voltar decisivament la ciutat de Terol pel nord. Al mes de febrer els franquistes van desbordar els flancs republicans i van infligir a aquests una dura derrota a la zona de l'Alfambra, enfrontament que va suposar un greu menyscapte per a l'Exèrcit Popular. Després d'això, el camí estava obert i el 22 de febrer la ciutat de Terol tornava a mans de Franco. Encara que les operacions van constituir un greu desgast per a tots dos exèrcits, ho van ser especialment per als republicans.